# Dicranum otii
Dicranum otii là một loài Rêu trong họ Dicranaceae. Loài này được (Sakurai) Sakurai mô tả khoa học đầu tiên năm 1952.